# Rode muurspinnendoder
De rode muurspinnendoder (Agenioideus usurarius) is een vliesvleugelig insect uit de familie van de spinnendoders (Pompilidae). De wetenschappelijke naam van de soort is voor het eerst geldig gepubliceerd in 1889 door Tournier.